# Gschwandt
Gschwandt est une commune du district de Gmunden, en Haute-Autriche.